# Princess Anna Vasa Tour
La Princess Anna Vasa Tour és una cursa femenina de ciclisme per etapes que es celebra a Polònia des de l'any 2020. Està integrada dins el calendari femení de l'UCI com a cursa de categoria 2.2 des de l'any 2022, anteriorment era de categoria nacional. Es disputa anualment pels voltants de Golub-Dobrzyń. La primera vencedora fou la polonesa Marta Jaskulska. El nom de la cursa prové d'Anna de Suècia, que va tenir la seva pròpia cort a la zona de 1605 a 1625.

## Palmarès
| Any  | Vencedora                | Segona              | Tercera             |
| ---- | ------------------------ | ------------------- | ------------------- |
| 2020 | Marta Jaskulska          | Karolina Kumięga    | Aurela Nerlo        |
| 2021 | Karolina Karasiewicz     | Aurela Nerlo        | Karolina Kumięga    |
| 2022 | Agnieszka Skalniak-Sójka | Olga Shekel         | Dominika Włodarczyk |
| 2023 | Valeria Kononenko        | Dominika Włodarczyk | Olga Zabelínskaia   |
| 2024 | Lieke Nooijen            | Riejanne Markus     | Carlijn Achtereekte |
| 2025 |                          |                     |                     |